# レバレッジ 〜詐欺師たちの流儀
『レバレッジ 〜詐欺師たちの流儀』（レバレッジ さぎしたちのりゅうぎ、原題: Leverage）は、2008年よりアメリカ合衆国のTNTで放送された1話完結型のテレビドラマである。全5シーズン。シーズン5最終3話の撮影前に作品終了が決定した事もあり、番組クリエイターの構想通りの完結が描かれている。
日本ではFOXチャンネルにて2010年3月30日より、字幕版にてシーズン1が放送された。2010年8月15日より、吹替版も放送された。2010年12月13日よりシーズン2、2011年9月19日よりシーズン3、2012年7月2日よりシーズン4、2012年7月2日よりシーズン5が放送されている。地上波では、フジテレビにて2012年11月19日より2013年2月25日までシーズン1が放送、2013年4月15日よりMナイト枠でシーズン2が放送されている。
2020年8月、正式な続編として『Leverage: Redemption』の名でニューオリンズ州ルイジアナにてティモシー・ハットンを除くキャスト・スタッフが再結集し、撮影が開始。新たにノア・ワイリーとアレイス・シャノンをチームメンバーに加え、2021年からAmazon Freeveeで配信されている。日本では「レバレッジ 詐欺師たちの償い」というタイトルでシーズン1が2025年7月4日からスーパー！ドラマＴＶで独占日本初放送されることが発表された。
2023年12月、シーズン3をFreeveeからAmazon Prime Videoに場を移して配信することが発表された。

## あらすじ
誠実な保険調査員のネイサン・フォードは、自身が長年務める保険会社・IYSから「無駄だ」という理由で治療費の支払いを拒否され、一人息子のサムを亡くす。
数年後、会社を辞めアルコールに溺れていた彼の元に、とある依頼が舞い込む。その依頼を機に、ネイサンは一流の詐欺師達を集結させ会社を立ち上げた。自分と同じく悪徳権力者から酷い仕打ちを受けた人々を救う為に、そして、息子を死に追いやった悪徳権力者を見付ける為に、それぞれの分野のエキスパートである仲間たちと報復（Leverage）を開始する。

## 登場人物

### 主要登場人物
ネイサン・フォード (Nathan Ford)
演 - ティモシー・ハットン (Timothy Hutton)、日本語吹替 - 横島亘
チーム及び会社・レバレッジのリーダーで首謀者。自ら率先して動くこともある。
元保険調査員で、その経歴から詐欺の手法やビジネス知識全般に詳しい。後述する息子の死を受けて、詐欺のスペシャリスト達を集めたチームを作る。頭の回転は早く、計画の立案や、不測の事態に対する対処などその手腕を遺憾なく発揮するが、アルコール依存症という一面も持つ。「社会性のある依存者」を自称し、酔っ払いながらも的確な指揮を執るが、仲間の士気が落ちることも多い。
かつては大手保険会社IYSの敏腕調査員だったが、難病を患った8歳の息子の保険金がIYSから認められず、何もできないまま亡くした過去を持つ。そのショックで会社を辞め酒に溺れ、妻のマギーから離婚を切り出された。このため、息子に関する話になると激怒したり自棄になったりする等、冷静さが欠落する。シーズン1最終回で、その保険金を認めなかった元上司イアン（IYS会長）が標的となり、自身の復讐も果たして過去に区切りをつける。
自分達の行動は弱者のためだとして自身を「泥棒」と認めていなかったが、シーズン2最終回において仲間を逃すために「泥棒」と認め逮捕された。
シーズン3にて仲間の協力を得て、無実の収監者の依頼の遂行と共に脱獄。その後謎のイタリア人に仕事を依頼され、失敗した場合にはローマの刑務所に送ると脅される。
シーズン4にてソフィーとの関係に悩まされるがシーズン4最終回にて正式に恋人同士になる
ソフィー・デヴェロー (Sophie Deveraux)
演 - ジーナ・ベルマン (Gina Bellman)、日本語吹替 - 日野由利加
ペテン師で女優。ソフィーは偽名の一つと思われる。
6ヶ国語を話せ、それ以外の外国語を真似する事が出来るだけでなく訛りまでコピーし、一瞬で他人に成りきる事が出来る天性の才能の持ち主。ビジネス・パートナーを装い相手に接近する手法を用いる。
過去にネイサンと知り合っており、ネイサンに誘われるまでペテン師の仕事を辞め、売れない女優として活動している（現在も続けている模様）。ペテン師としての演技力は抜群だが、女優としての演技はエリオット達を困惑させる程の大根役者でその演技力は一般の観客が『サウンドオブミュージック』で主役を演じた彼女を観てナチスを応援したくなったと言われるほどだがペテン師として役者を演じた際には見事に役に入り込んでいた。
観察力が鋭く、頭の回転も早い。仲間想い。ネイサンに対しては以前から過去を知っている為、人一倍気に掛けている。一方で、好意も抱いている。
シーズン2第7話の依頼を機に、第8話からはチームを離れて世界旅行を始めたが、仲間からの相談を度々受けている。また、自分の代役として友人のペテン師・タラを送り込む。シーズン2最終回にて、暴走したネイサンを止めつつ仲間を救うべく戻って来た。
勝手に自首したネイサンの行動に怒り、ネイサンにのみ本名を教えないという行動を取った。
シーズン5ではセーフハウスに演劇教室を開校、生徒達に指導するだけでなく生徒を「フラッシュモブ」に動員して敵を攪乱させるなどの活躍をする。
エリオット・スペンサー (Eliot Spencer)
演 - クリスチャン・ケイン (Christian Kane)、日本語吹替 - 高橋圭一
戦闘員。詐欺師ではないが、潜入先での情報収集も担当する。
武術に長け、現場に出て犯人と戦う事が最も多い。銃が嫌いらしく、向けられると相手が撃つより先に全員を倒す事がある。ただし、銃が使えないわけではない。硬派な面と軟派な面、情熱的な心とクールな心をあわせ持っており、料理が得意な一面もある。シーズン5の4話によると以前に偵察中のレストランでコックのトビー(シーズン5の4話の依頼主)と知り合い三時間話し込み、そのまま弟子入りして料理の修行を始めた。エリオット曰く、ナイフを武器以外に使えることを教えてもらいトビーのおかげで人生が救われた、との事。
婚約者が居たが、仕事によるトラブルで長らく監禁されていた事により、誤解されたまま破局した過去を持つ。後に、依頼者となった元婚約者と再会して和解する。
シーズン5ではセーフハウスをレストランにしたこともあって、普段はシェフをしている。料理に対する情熱があり、ハーディソンが科学を駆使した料理を切り捨てている。
アレック・ハーディソン (Alec Hardison)
演 - オルディス・ホッジ (Aldis Hodge)、日本語吹替 - 杉村憲司
ハッカー。
機械オタクであり、いとも簡単に様々なデータベースへの侵入や誤作動を起こさせる他、全員の偽造IDも作成している。
機械関係が専門な為、本部や車等で待機する事が主だが、現場に出る事も多い。格闘に関しては全くの素人で、まぐれ勝ちに時折調子に乗りエリオットにコケにされることもある。
お喋りでお調子者だが情に厚く、追い詰められるほど火事場の馬鹿力が発揮される性格。
パーカーと待機する事が多く、一番振り回されている。次第に、境遇も似ているパーカーに好意を抱く様になる。
シーズン3の1話に出演のビリーは実兄のエドウィン・ホッジである。
パーカー (Parker)
演 - ベス・リースグラフ (Beth Riesgraf)、日本語吹替 - うえだ星子
泥棒。エリオット同様詐欺師ではないが、ターゲットになった会社の潜入や、潜入先での情報収集を得意とする。
経験豊富で、あらゆるセキュリティー・システムを簡単に潜り抜ける事が出来る。命綱を着用しているとはいえ、高層ビルから嬉々として飛び降りる等、危険が好きな型破りな性格でソフィー達を驚かせる突飛で大胆な行動を取る。また、運動神経が抜群で身軽な為、狭い場所にも平気で潜り込む。
仲間以外の他人と接するのが苦手で感情表現も乏しく、ぶっきら棒な話し方をすることや、本音を言い相手を怒らせる事がある。その為、ソフィーにより改善の特訓をさせられた事があり、他人と接する事に徐々に慣れ始めた模様。
幼い頃に事故死した弟が居り、原因を作ったのは自分だという罪悪感を密かに抱えている。馬にトラウマを持っている。
シーズン3では、ハーディソンが女性と親しくする姿を見て、無自覚に嫉妬する行動を見せている。シーズン4と5の間の休暇ではハーディソンと一緒に世界一周旅行をしており、東京をはじめ世界各国の都市でハーディソンとバンジーをしている様子が画かれている。
タラ・コール (Tara Cole)
演 - ジェリー・ライアン (Jeri Ryan)、日本語吹替 - 安藤麻吹
ペテン師。
シーズン2の第9話から登場、はじめはタラ・カーライルと名乗っていた。ソフィーの友人で、彼女に借りがあった事もあり、代役としてチームに加入した。ソフィーと違い、色目等を駆使して相手に接近して取り入る手法を用いる。その為、主にネイサン以外のメンバーから「裏切った」と誤解される事が多い。
「ソフィーに帰って来てほしい」というチーム全員の願いと、初対面の際にチームの観察を兼ねて騙していた経緯から、チーム（主にネイサン）から受け入れられずにいたが、第10話での依頼を機に徐々に打ち解け始める。
ソフィーに逐一報告を行っており、シーズン2最終話にてネイサンが暴走を始めた事でソフィーを呼び戻し、任務終了と同時にチームを去った。その後シーズン4でソフィーと飲んでいたところにパーカーからヘルプが入り女性3人で任務にあたる。(シーズン4の13話ガールズナイト)なお、その時の並行しての男性3人での任務がシーズン4の14話ボーイズナイトとなる。

### その他
ジェームス・スターリング (James Sterling)
演 - マーク・A・シェパード (Mark A. Sheppard)
IYSの保険調査員でネイサンの元同僚。後に国際警察（ICPO）の捜査員を兼ねる（第25話）。
ネイサン並に頭の回転が早い男で、ネイサンらの活動を犯罪行為として妨害する。表面上はネイサンの計画を見破って彼らを捕まえるように動くが、それが結果としてネイサン達を手助けし、標的の破滅に繋がる。結果的に保険調査員として会社やクライアントの利益を守れれば満足する。実際、標的を破滅させることが標的に払うはずだった保険金を払わずに済むなど、彼の利益に適っていることが多い。
シーズン4では彼に娘がいることが明かされた。
マギー・コリンズ (Maggie Collins)
演 - カリ・マチェット (Kari Matchett)
ネイサンの元妻。美術品の専門家・鑑定士。
息子の死の背景について知らされておらず、ネイサンがアルコール依存症になったのがきっかけで離婚した。既に愛してはいないが、気にかけてはいる。
シーズン1最終回で、恋人のイアンを標的とした計画の障害となるが、息子の死の真相を知り、雇い主のIYS会長を破滅させるべくネイサン達に協力する。
シーズン4最終話にも登場し、チーム全員の顔を知っていて詐欺が通用しない相手に対し、ソフィーの代わりに薬を与えることに成功している。
タガート＆マクスイーテン (Agent Taggert & McSweeten)
演 - リック・オバートン、ジェラルド・ダウニー (Rick Overton,Gerald Downey)
FBI特別捜査官。
あまり有能ではないFBI捜査官コンビ。ネイサン達の計画に知らない内に利用され、事件の背後で何者かが動いていること自体気づいていない。FBI捜査官に扮し近づいたパーカーとハーディソンの正体にもまったく気づいておいらず、特にマクスイーテンはパーカーに惚れてすらいる。
ネイサン達の活躍で何もしないうちに手柄を上げ、順調にキャリアを積んでいく。
マクスイーテンの父もFBIの捜査官であり、D.B.クーパーに関する捜査をしていた。
パトリック・ボナーノ (Detective Captain Patrick Bonanno)
演 - ロバート・ブランチェ (Robert Blanche)
マサチューセッツ州警察の警部補。公正な人物でチームを率いて様々な犯罪を追っており、ネイサンのことも逮捕の機会をうかがっているように見えるが、彼らが悪者を退治していることを知っているためか逮捕するために自分から行動するようなことはない。シーズン2最終話では市長の汚職を捜査したため命を狙われ、ネイサンは彼のために市長を失職させる計画を実行する。続くシーズン3第1話では汚職にまみれた刑務所長を逮捕するため行動している。シーズン4では殺人事件の犯人を突き止めたネイサンが彼に電話をかけ、逮捕を依頼している。また、ネイサンの家に来てポーカーをしたこともある。

## エピソード

### 第1シーズン
| 話数   | タイトル               | 原題                 | 米国放送日     | 日本初放送日  |
| ------ | ---------------------- | -------------------- | -------------- | ------------- |
| 第1話  | 欺かれた詐欺師たち     | The Nigerian Job     | 2008年12月7日  | 2010年3月30日 |
| 第2話  | 黒いコネクション       | The Homecoming Job   | 2008年12月9日  | 2010年4月5日  |
| 第3話  | 消えたサラブレッド     | The Two-Horse Job    | 2008年12月16日 | 2010年4月12日 |
| 第4話  | 奇跡の涙               | The Miracle Job      | 2008年12月23日 | 2010年4月19日 |
| 第5話  | 悲しき銀行強盗         | The Bank Shot Job    | 2008年12月30日 | 2010年4月26日 |
| 第6話  | 救いたい子供たち       | The Stork Job        | 2009年1月6日   | 2010年5月10日 |
| 第7話  | ウエディング・プラン   | The Wedding Job      | 2009年1月13日  | 2010年5月17日 |
| 第8話  | 5000キロの彼方         | The Mile High Job    | 2009年1月20日  | 2010年5月24日 |
| 第9話  | マイ・スイートホーム   | The Snow Job         | 2009年1月27日  | 2010年5月31日 |
| 第10話 | セカンドチャンス       | The 12 Step Job      | 2009年2月3日   | 2010年6月1日  |
| 第11話 | 陪審員6番              | The Juror #6 Job     | 2009年2月10日  | 2010年6月8日  |
| 第12話 | 2つのダビデ像 （前編） | The First David Job  | 2009年2月17日  | 2010年6月15日 |
| 第13話 | 2つのダビデ像 （後編） | The Second David Job | 2009年2月24日  | 2010年6月22日 |
※アメリカ版DVDの音声解説により、脚本家が本来考えていた順番と実際に放送された順番が違う事が判明している。
本来の順番は「1話、2話、7話、9話、8話、4話、3話、5話、6話、11話、10話、12話、13話」である。

### 第2シーズン
| 話数(通算) | タイトル                     | 原題                             | 米国放送日    | 日本初放送日   |
| ---------- | ---------------------------- | -------------------------------- | ------------- | -------------- |
| 第1(14)話  | 再会した詐欺師たち           | The Beantown Bailout Job         | 2009年7月15日 | 2010年12月13日 |
| 第2(15)話  | 命懸けのファイト             | The Tap-Out Job                  | 2009年7月22日 | 2010年12月20日 |
| 第3(16)話  | 指令コード23                 | The Order 23 Job                 | 2009年7月29日 | 2010年12月27日 |
| 第4(17)話  | ウィドーマークの歌声         | The Fairy Godparents Job         | 2009年8月5日  | 2011年1月10日  |
| 第5(18)話  | 指揮官ソフィー               | The Three Days of the Hunter Job | 2009年8月12日 | 2011年1月17日  |
| 第6(19)話  | 世紀のマジック・ショー       | The Top Hat Job                  | 2009年8月19日 | 2011年1月24日  |
| 第7(20)話  | さらば友よ                   | The Two Live Crew Job            | 2009年8月26日 | 2011年1月31日  |
| 第8(21)話  | アイスマンの誤算             | The Ice Man Job                  | 2009年9月2日  | 2011年2月7日   |
| 第9(22)話  | 遺産相続とウソ               | The Lost Heir Job                | 2009年9月9日  | 2011年2月14日  |
| 第10(23)話 | ファッション・ウィークの暗号 | The Runway Job                   | 2010年1月13日 | 2011年2月21日  |
| 第11(24)話 | 2時間の戦い                  | The Bottle Job                   | 2010年1月20日 | 2011年2月28日  |
| 第12(25)話 | ファベルジェの卵             | The Zanzibar Marketplace Job     | 2010年1月27日 | 2011年3月7日   |
| 第13(26)話 | 神からのギフト               | The Future Job                   | 2010年2月3日  | 2011年3月14日  |
| 第14(27)話 | マルタの鷹の行方 （前編）    | The Three Strikes Job            | 2010年2月10日 | 2011年3月21日  |
| 第15(28)話 | マルタの鷹の行方 （後編）    | The Maltese Falcon Job           | 2010年2月17日 | 2011年3月28日  |

### 第3シーズン
| 話数(通算) | タイトル                 | 原題                     | 米国放送日     | 日本初放送日   |
| ---------- | ------------------------ | ------------------------ | -------------- | -------------- |
| 第1(29)話  | 帰ってきた詐欺師たち     | The Jailhouse Job        | 2010年6月20日  | 2011年9月19日  |
| 第2(30)話  | 同窓会のワナ             | The Reunion Job          | 2010年6月20日  | 2011年9月26日  |
| 第3(31)話  | パーカーと愛情           | The Inside Job           | 2010年6月27日  | 2011年10月3日  |
| 第4(32)話  | バイオリニストの陰謀     | The Scheherazade Job     | 2010年6月27日  | 2011年10月10日 |
| 第5(33)話  | ダブルブラインド         | The Double Blind Job     | 2010年7月11日  | 2011年10月17日 |
| 第6(34)話  | カントリー歌手の夢       | The Studio Job           | 2010年7月18日  | 2011年10月24日 |
| 第7(35)話  | 税金の行方               | The Gone Fishin' Job     | 2010年7月25日  | 2011年11月7日  |
| 第8(36)話  | 奪われた愛車             | The Boost Job            | 2010年8月1日   | 2011年11月14日 |
| 第9(37)話  | 偉大なるジミー・フォード | The Three-Card Monte Job | 2010年8月8日   | 2011年11月21日 |
| 第10(38)話 | ゴールドラッシュの影     | The Underground Job      | 2010年8月15日  | 2011年11月28日 |
| 第11(39)話 | 5年前の真実              | The Rashomon Job         | 2010年8月22日  | 2011年12月5日  |
| 第12(40)話 | キング・ジョージの伝説   | The King George Job      | 2010年8月29日  | 2011年12月12日 |
| 第13(41)話 | 取引                     | The Morning After Job    | 2010年9月5日   | 2011年12月19日 |
| 第14(42)話 | クリスマス泥棒           | The Ho Ho Ho Job         | 2010年12月12日 | 2011年12月26日 |
| 第15(43)話 | サンロレンゾの決戦・前編 | The Big Bang Job         | 2010年12月19日 | 2012年1月2日   |
| 第16(44)話 | サンロレンゾの決戦・後編 | The San Lorenzo Job      | 2010年12月19日 | 2012年1月9日   |

### 第4シーズン
| 話数(通算) | タイトル                 | 原題                     | 米国放送日     | 日本初放送日   |
| ---------- | ------------------------ | ------------------------ | -------------- | -------------- |
| 第1(45)話  | 雪山に挑む詐欺師たち     | The Long Way Down Job    | 2011年6月26日  | 2012年7月2日   |
| 第2(46)話  | 容疑者ネイサン・フォード | The 10 Li'l Grifters Job | 2011年7月3日   | 2012年7月9日   |
| 第3(47)話  | 偽りのヒーロー           | The 15 Minutes Job       | 2011年7月10日  | 2012年7月16日  |
| 第4(48)話  | ゴッホがつなぐ愛         | The Van Gogh Job         | 2011年7月17日  | 2012年7月23日  |
| 第5(49)話  | 最高のジャガイモ         | The Hot Potato Job       | 2011年7月24日  | 2012年7月30日  |
| 第6(50)話  | 父と娘                   | The Carnival Job         | 2011年7月31日  | 2012年8月6日   |
| 第7(51)話  | 地中からの叫び           | The Grave Danger Job     | 2011年8月14日  | 2012年8月13日  |
| 第8(52)話  | 詐欺師の駆け引き         | The Boiler Room Job      | 2011年8月14日  | 2012年8月20日  |
| 第9(53)話  | 心臓泥棒                 | The Cross My Heart Job   | 2011年8月21日  | 2012年8月27日  |
| 第10(54)話 | プランM                  | The Queen's Gambit Job   | 2011年8月28日  | 2012年9月3日   |
| 第11(55)話 | 囚人のジレンマ           | The Experimental Job     | 2011年11月27日 | 2012年9月17日  |
| 第12(56)話 | 伝えたいメッセージ       | The Office Job           | 2011年12月4日  | 2012年9月24日  |
| 第13(57)話 | ガールズ・ナイト         | The Girls' Night Out Job | 2011年12月11日 | 2012年10月1日  |
| 第14(58)話 | ボーイズ・ナイト         | The Boys' Night Out Job  | 2011年12月18日 | 2012年10月8日  |
| 第15(59)話 | 独身者オークション       | The Lonely Hearts Job    | 2011年12月25日 | 2012年10月15日 |
| 第16(60)話 | 指揮官ハーディソン       | The Gold Job             | 2012年1月1日   | 2012年10月22日 |
| 第17(61)話 | 復讐の果て・前編         | The Radio Job            | 2012年1月8日   | 2012年10月29日 |
| 第18(62)話 | 復讐の果て・後編         | The Last Dam Job         | 2012年1月15日  | 2012年11月5日  |

### 第5シーズン
| 話数(通算) | タイトル               | 原題                      | 米国放送日     | 日本初放送日   |
| ---------- | ---------------------- | ------------------------- | -------------- | -------------- |
| 第1(63)話  | 巨大飛行艇と詐欺師たち | The(Very)Big Bird Job     | 2012年7月15日  | 2013年7月24日  |
| 第2(64)話  | 氷上の乱闘             | The Blue Line Job         | 2012年7月22日  | 2013年7月31日  |
| 第3(65)話  | 宇宙からのメッセージ   | The First Contact Job     | 2012年8月3日   | 2013年8月7日   |
| 第4(66)話  | 黒いダイヤモンド       | The French Connection Job | 2012年8月12日  | 2013年8月14日  |
| 第5(67)話  | チアリーダー保護法     | The Gimmea K Street Job   | 2012年8月19日  | 2013年8月21日  |
| 第6(68)話  | 伝説のハイジャック犯   | The D.B. Cooper Job       | 2012年8月26日  | 2013年8月28日  |
| 第7(69)話  | 過去との決別           | The Real Fake Car Job     | 2012年9月2日   | 2013年9月4日   |
| 第8(70)話  | 泥棒VS泥棒             | The Broken Wing Job       | 2012年9月9日   | 2013年9月11日  |
| 第9(71)話  | 狙われた街             | The Rundown Job           | 2012年9月16日  | 2013年9月18日  |
| 第10(72)話 | 消えた絵画             | The Frame-Up Job          | 2012年9月16日  | 2013年9月25日  |
| 第11(73)話 | 巨大スーパーの闇       | The Low Low Price Job     | 2012年11月27日 | 2013年10月2日  |
| 第12(74)話 | 白うさぎ作戦           | The White Rabbit Job      | 2012年12月4日  | 2013年10月9日  |
| 第13(75)話 | ワイン詐欺             | The Corkscrew Job         | 2012年12月11日 | 2013年10月16日 |
| 第14(76)話 | クリスマス争奪戦       | The Toy Job               | 2012年12月18日 | 2013年10月23日 |
| 第15(77)話 | さらば詐欺師たち       | The Long Good-bye Job     | 2012年12月25日 | 2013年10月30日 |

## スタッフ
- 制作総指揮：ジョン・ロジャーズ、クリス・ダウニー、ディーン・デヴリン
- 企画：ジョン・ロジャーズ、クリス・ダウニー

## DVDリリース
発売元：角川映画
- DVD-BOX シーズン1 Vol.1 （2010年11月12日発売）
- DVD-BOX シーズン1 Vol.2 （2010年12月3日発売）
- DVD-BOX シーズン2 Vol.1 （2011年8月5日発売）
- DVD-BOX シーズン2 Vol.2 （2011年9月2日発売）
- DVD-BOX シーズン3 Vol.1 （2012年11月2日発売）
- DVD-BOX シーズン3 Vol.2 （2012年12月7日発売）

## 続編「レバレッジ 詐欺師たちの償い」
2020年8月、正式な続編として『Leverage: Redemption』の名でニューオリンズ州ルイジアナにてキャスト・スタッフが再結集し、撮影が開始。新たにノア・ワイリーとアレイス・シャノンをチームメンバーに加え、13エピソードを製作。そのうちノア・ワイリーが2話、ベス・リースグラフが1話、監督として製作に携わっていることが明かされた。（なお、ティモシー・ハットンが演じたネイサンは続編との間で死亡していたことが1話目で明らかに。ハットンは過去に起こした未成年への暴行事件が同年初旬に報道された事もあってか、今回の撮影にも一切不参加である）
2021年3月に予告編が公開され、2021年7月からIMDb TVにて配信が開始した。シーズン前半8話分を7月から、後半を2021年後期に配信する予定。カナダでもCTV Drama Channelにて配信が決定している。
日本では「レバレッジ 詐欺師たちの償い」というタイトルで海外ドラマ専門チャンネルのスーパー！ドラマＴＶでシーズン1が2025年7月4日から独占日本初放送開始されることが決定している。